# „Dezinformacja” Polskiej Partii Robotniczej
„Dezinformacja” Polskiej Partii Robotniczej – zwalczanie polskiego podziemia niepodległościowego i byłych towarzyszy partyjnych przez członków Polskiej Partii Robotniczej za pomocą donosów do Gestapo w czasie II wojny światowej.

## Geneza
W lutym 1943 Armia Czerwona pokonała Wehrmacht w bitwie pod Stalingradem, więc perspektywa wielkiej kontrofensywy radzieckiej na froncie wschodnim była coraz bardziej prawdopodobna. Współpraca z polskim rządem w Londynie stawała się dla Stalina niewygodna, bo utrudniała mu plan sowietyzacji Polski. Celem Moskwy było w tej sytuacji rozpętanie przez komunistów z PPR masowej dywersji zbrojnej, w celu wyniszczania narodu polskiego w walce z Niemcami a przez to osłabiania w walce z Sowietami. Ponieważ Gwardia Ludowa (od stycznia 1944 Armia Ludowa) była nieliczna i nie cieszyła się autorytetem postanowiono dodatkowo denuncjować polskich działaczy niepodległościowych do Gestapo.

## Realizacja
Zbiegły na Zachód wicedyrektor Departamentu X Ministerstwa Bezpieczeństwa Publicznego podpułkownik Józef Światło twierdził, że donosy do Niemców stosowano od początku istnienia Polskiej Partii Robotniczej, a więc od stycznia 1942: 

Wiem z dostępnych mi aktów i dochodzeń, które prowadziłem, że zrzucony przez Moskwę do Polski Marceli Nowotko przywiózł ze sobą wyraźne sowieckie instrukcje nawiązania i rozbudowania współpracy z Gestapo. Głównym i jedynym zadaniem tej współpracy było rozpracowanie polskiej niepodległościowej sieci podziemnej i zlikwidowanie jej rękoma Gestapo. (...) Natychmiast po przyjeździe Nowotko przystąpił do zorganizowania tajnej komórki dezinformacji. Dezinformacja polegała na tym, że komórka zbierała dane o działalności Armii Krajowej, nazwiska, adresy, szczegóły dyslokacji. Po czym w listach przesyłała te informacje do Gestapo, podkreślając, że są to wszystko działacze komunistyczni. Na tym polegała dezinformacja. Na podstawie tych informacji Gestapo mogło działać i aresztować.

Relacja Światły wskazuje że donoszono od samego początku istnienia PPR ale dokładna data nie jest znana.

Oprócz donosów, komuniści mieli specjalne osoby zajmujące się rozpracowywaniem polskiego podziemia i współpracą z Niemcami. Jedną z takich postaci był Bogusław Hrynkiewicz, który w okupowanej Warszawie przydzielony był do pracy w siatce NKWD kierowanej przez Czesława Skonieckiego (pisownia oryginalna): 

Na następnym spotkaniu po złożeniu meldunku o nawiązaniu kontaktu [z Gestapo], otrzymałem od Spychalskiego spis członków AK i Delegatury na 6 lub 8 arkuszach papieru kancelaryjnego, dużego formatu, zawierającego około stu nazwisk, celem przekazania tego gestapu. Po zatym spisem nazwisk otrzymałem jeszcze od Spychalskiego jakieś cztery do pięciu meldunków celem doręczenia gestapu. Treści tych meldunków (...) nieprzypominam sobie.

Ministerstwo Bezpieczeństwa Publicznego po wojnie na podstawie zeznań Hrynkiewicza oceniło, że NKWD i PPR przekazali nazistom około 200 nazwisk polskich działaczy niepodległościowych.
Komuniści za pomocą Niemców pozbywali się także swoich byłych towarzyszy, którzy sprzeciwiali się PPR i linii politycznej ZSRR. Doniesiono między innymi na Stanisława Szczota, za utrzymywanie kontaktów z Leonem Lipskim. Szczot przeżył wojnę bo zgłosił się do siatki NKWD Skonieckiego, natomiast Lipskiego zastrzelono w czerwcu 1943 w Warszawie.

18 lutego 1944 w czasie niemieckiej obławy na drukarnię Miecza i Pługa przy ulicy Twardej 18 uciekający z niej konspiratorzy wbiegli do budynku na ulicy Grzybowskiej 23, gdzie goniący ich Niemcy rozpoczęli rewizję. W czasie jej trwania wpadła drukarnia PPR: 

Drukarnię GL na pl. Grzybowskim wzgl. ul. Twardej przekazałem do G-po w celu likwidacji, w przekonaniu, że jest to drukarnia akowska. Informację o tej drukarni przekazał mi SĘK-MAŁECKI na posiedzeniu Sztabu GL przy ul. Wielkiej w październiku lub listopadzie 1943 r. Wręczył mi wówczas karteczkę z adresem tej drukarni, celem zainteresowania się nią jako drukarnią akowską. Przed oddaniem drukarni G-po celem zlikwidowania jej, nie mówiłem nikomu o tym. Nie sprawdzałem w ogóle prawdziwości danych otrzymanych od SĘKA-MAŁECKIEGO, dotyczących drukarni, a adres przekazałem do G-po (...). O tym, że jest to drukarnia GL dowiedziałem się (...) jakieś 10 dni po przekazaniu mi adresu.

## Reakcja władz Polski podziemnej
W marcu 1944, w czasie obrad Rady Jedności Narodowej w Warszawie Delegat Rządu na Kraj Jan Stanisław Jankowski powiedział: 

Do nowych niebezpieczeństw zaliczyć należy działalność agentów sowieckich na naszym gruncie, przybierającą od początku tego roku na sile, równolegle do ofensywy dyplomatycznej ZSRR. Akcja PPR i KRN – to jeszcze jedna nowa przeszkoda w odzyskaniu wolnego, silnego i samodzielnego Państwa. Te agentury obce posługują się wieloma środkami: starają się podkopać zaufanie do naszego Rządu, jego Reprezentacji Krajowej i Armii Krajowej, starają się szerzyć fałsze nie gorsze od propagandy niemieckiej, prowadzą organizacyjno-dywersyjną akcję w terenie, usiłują przeniknąć do naszych stronnictw politycznych, wywołują starcia z oddziałami AK, denuncjują naszych działaczy do Gestapo...

Polska Partia Robotnicza w artykule Moralność dżungli w Głosie Warszawy z 21 kwietnia 1944 zareagowała na te zarzuty oburzeniem: 

Dokoła zbrodni popełnionych przez reakcyjne bandy – mordowania demokratycznych i lewicowych działaczy, zbrodni już nie tylko denuncjowania w gestapo, przekazywania list, ale wręcz chwytania swych przeciwników i oddawania ich w ręce hitlerowskich oprawców – dokoła tej ohydy cała reakcyjna prasa rozsnuwa zasłonę dymną. Starym, wypróbowanym chwytem – łapaj złodzieja – usiłuje odczuwaną przez zdrową część społeczeństwa zgrozę wobec tych metod skierować przeciwko swym przeciwnikom politycznym. W różnych plugawych i oficjalnych pisemkach coraz częściej pojawiają się oskarżenia o współpracę z okupantem i gestapo skierowane pod adresem... PPR. Nie przywiązujemy większej wagi do tego, co wypisują znikczemniałe reakcyjne pismaki.